# Wiktor Abrahamsberg
Wiktor Abrahamsberg – polski działacz społeczny, urzędnik austriacki.
Karierę urzędnika rozpoczął w latach czterdziestych XIX wieku we Lwowie. Następnie pracował w Brzeżanach i Krakowie. W latach 1861–1863 piastował stanowisko naczelnika cyrkułu w Rzeszowie, następnie w Kołomyi. 17 marca 1861 roku założył w Rzeszowie fundację, której celem była pomoc jednemu lub kilku inwalidom przynależących do gminy miasta Rzeszowa. W latach 1867–68 pełnił urząd starosty obwodowego w Przemyślu.
Tytuł Honorowego Obywatela miasta Rzeszowa otrzymał 31 maja 1862 roku.